# Langkofel
De Langkofel (Italiaans: Sassolungo; Ladinisch: Sasslonch) is een berggroep in de Italiaanse Dolomieten.
Het massief ligt ingeklemd tussen het Zuid-Tiroler Val Gardena en het Trentiner bergdal Val di Fassa aan de zuidelijke uitlopers. Het hoogste punt wordt gevormd door de 3181 meter hoge Langkofel, die vanuit het noordoosten gezien een opvallend langgerekt vorm heeft. In 1869 werd deze top voor het eerst beklommen door Paul Grohman. Langs de oostzijde van het massief loopt de weg over de Sellapas vanwaar men uitzicht heeft op de toppen Grohmannspitze, Fünffingerspitzen en Langkofel. Nabij de pashoogte gaat een kabelbaan omhoog naar de Forcella del Sassolungo (2681 m).

## Toppen van het massief
- Fünffingerspitzen (Punta delle Cinque Dita) (2998 m)
- Grohmannspitze (Punta Grohmann) (3126 m)
- Innerkoflerturm (Torre Innerkofler) (3098 m)
- Langkofel (Sassolungo) (3181 m)
- Langkofelkarspitze (Cima Dantersass) (2825 m)
- Plattkofel (Sassopiatto) (2964 m)
- Zahnkofel (Dente del Sassolungo) (3001 m)

## Berghutten
- Rifugio Col Rodella (2486 m)
- Toni Demetz Hütte (Rifugio Toni Demetz) (2685 m)
- Rifugio Des Alpes (2440 m)
- Rifugio Federico Augusto (Friederich August) (2300 m)
- Bivacco Giuliani R. (3158 m)
- Rifugio Pertini S. (2300 m)
- Rifugio Salei (2225 m)
- Rifugio Sassopiatto (2301 m)
- Rifugio Valentini C. (2218 m)
- Rifugio Vicenza (2253 m)
- Zallingerhütte (Zallinger) (2054 m)
- Sellajochhaus (Rifugio Passo Sella) (2183 m)